# Manfred Weber
Manfred Weber (nascido em 14 de julho de 1972) é um político alemão que atua como presidente do Partido Popular Europeu (PPE) desde 2022 e como líder do Grupo PPE no Parlamento Europeu desde 2014. É membro do Parlamento Europeu (MEP) da Alemanha desde 2004. Ele é membro da União Social Cristã na Baviera (CSU), parte do Partido Popular Europeu.
Nas eleições estaduais da Baviera em 2003, Weber se tornou o parlamentar mais jovem do estado aos 29 anos.  Atualmente à frente do Grupo do Partido Popular Europeu, ele era o líder de grupo mais jovem no Parlamento no momento de sua nomeação em 2014, bem como o líder de grupo mais jovem de todos os tempos do PPE.  Weber é conhecido como um político moderado e um mediador de poder na política da UE. 
Em 5 de setembro de 2018, Weber declarou sua intenção de concorrer ao cargo de Presidente da Comissão Europeia  e foi eleito Spitzenkandidat do EPP em 8 de novembro.  Em 26 de maio de 2019, o Partido Popular Europeu de Weber conquistou o maior número de assentos no Parlamento Europeu, tornando Weber o principal candidato a se tornar o próximo presidente da Comissão Europeia.   Foi anunciado em 28 de maio que o novo presidente da Comissão Europeia seria escolhido em uma cúpula da UE em junho; Weber não foi indicado, com Ursula von der Leyen selecionada em seu lugar. 

## Educação e início de carreira
- 1996: engenheiro, Instituto Superior Técnico de Munique (agora Universidade de Ciências Aplicadas de Munique)
- 1996–2014: Fundou sua própria empresa de consultoria (autônomo)
- 2002–2004: Membro do Parlamento da Baviera (Outro) [8]

## Carreira política

### Carreira na política estadual
Desde 2002, Weber é membro do Conselho Regional de Kelheim. De 2002 a 2004, atuou como membro do Landtag da Baviera. 
Em 2003, Weber sucedeu Markus Söder como presidente da Junge Union na Baviera; ele serviu nessa posição até 2007. Nessa função, também passou a integrar a diretoria executiva da CSU. Em 2008, ele sucedeu Erwin Huber como presidente da CSU da Baixa Baviera, um dos dez distritos do partido. 

### Membro do Parlamento Europeu, 2004–presente
Weber atuou na Comissão de Liberdades Cívicas, Justiça e Assuntos Internos do Parlamento Europeu de 2004 a 2012 e na Comissão de Assuntos Constitucionais de 2012 a 2014. Nesse período, foi suplente da Comissão de Desenvolvimento Regional, membro da Delegação para as relações com a Índia, suplente da Delegação para as relações com os países da Comunidade Andina e suplente da Subcomissão de Direitos Humanos. Como relator, negociou em 2008 a Diretiva do Parlamento Europeu relativa a normas e procedimentos comuns nos Estados-Membros para o regresso de nacionais de países terceiros em situação irregular (Diretiva Regresso), a primeira Diretiva no domínio dos assuntos internos a ser adotada através do processo legislativo ordinário. 
Após sua reeleição em 2009, Weber tornou-se vice-presidente do Grupo do Partido Popular Europeu no Parlamento Europeu, sob a liderança do presidente Joseph Daul. Nessa qualidade, foi responsável pela definição da estratégia política e da política na área da Justiça e Assuntos Internos. 
Weber preside o grupo EPP desde 2014. Desde então, ele é membro da Conferência dos Presidentes do Parlamento Europeu, primeiro sob a liderança de Martin Schulz (2014–2017) e depois de Antonio Tajani (desde 2017). Entre 2014 e 2016, Weber foi membro do extinto grupo G5 junto com o presidente da Comissão Europeia Jean-Claude Juncker, o vice-presidente Frans Timmermans, o líder do grupo socialista Gianni Pittella e Martin Schulz, então presidente do Parlamento Europeu.  No início de 2017, Weber estabeleceu o chamado G6, um grupo de líderes parlamentares incluindo Pittella, bem como Guy Verhofstadt da Aliança dos Liberais e Democratas pela Europa (ALDE), Syed Kamall dos Conservadores e Reformistas Europeus (ECR), Ska Keller dos Verdes, e Gabi Zimmer da Esquerda Unitária Europeia-Esquerda Verde Nórdica. 

#### Candidatura para se tornar presidente da Comissão Europeia
Em setembro de 2018, Weber anunciou sua candidatura ( Spitzenkandidat ) ao cargo de Presidente da Comissão Europeia para as eleições europeias de 2019.  (Sob o sistema Spitzenkandidat não oficial, o líder do partido europeu que comanda a maior coalizão no Parlamento Europeu após uma eleição para o Parlamento Europeu provavelmente se tornará o presidente da Comissão Européia.   )
O Partido Popular Europeu de Weber conquistou uma pluralidade de assentos no Parlamento Europeu em maio de 2019, tornando-o o principal candidato à sucessão de Jean-Claude Juncker como presidente da Comissão Europeia, a menos que o sistema Spitzenkandidat fosse abandonado.  Em 28 de maio, os líderes dos governos da UE incumbiram o presidente do Conselho Europeu, Donald Tusk, de liderar as negociações com membros do Parlamento Europeu e líderes nacionais para escolher um novo presidente da Comissão Europeia em uma cúpula da UE no final de junho de 2019.  Tusk deu a entender que Weber era o "candidato principal".  Isso não se concretizou com Ursula von der Leyen, uma colega do Partido Popular Europeu, sendo nomeada presidente.
Em setembro de 2021, Weber anunciou sua intenção de concorrer a outro mandato como líder do grupo EPP, ao mesmo tempo em que anunciava sua candidatura para se tornar presidente do EPP e suceder o atual presidente Donald Tusk. 

## Outras atividades
- Academia Europeia da Baviera, Membro do Conselho de Curadores [13]
- Instituto de Política Europeia (IEP), Membro do Conselho de Curadores [14]
- Comitê Central dos Católicos Alemães (ZdK), Membro [15]
- Amigos de Braunau na Abadia de Rohr, Presidente
- Katholische Landjugendbewegung, Membro